# 拉格朗日 (上比利牛斯省)
拉格朗日（法語：Lagrange，法語發音：[laɡʁɑ̃ʒ]）是法国上比利牛斯省的一个市镇，属于巴涅尔德比戈尔区。

## 地理
拉格朗日（43°7'35"N, 0°20'43"E）面积3.58 平方千米，位于法国奧克西塔尼大區上比利牛斯省，该省份为法国西南部内陆省份，北至热尔省，西接大西洋比利牛斯省，南与西班牙接壤，东临上加龙省。
与拉格朗日接壤的市镇（或旧市镇、城区）包括：乌埃代、康皮斯特鲁、卡普韦恩、吕蒂尤。

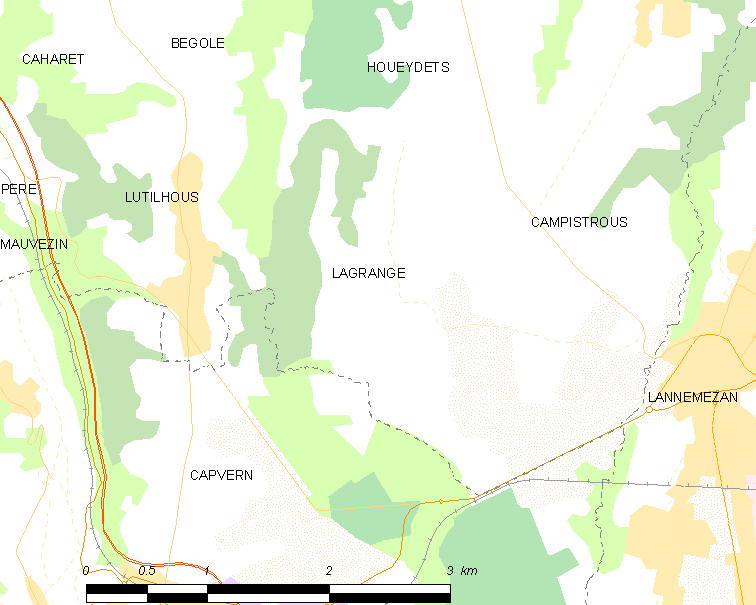
的OSM定位图

拉格朗日的时区为UTC+01:00、UTC+02:00（夏令时）。

## 行政
拉格朗日的邮政编码为65300，INSEE市镇编码为65245。

## 政治
拉格朗日所属的省级选区为巴鲁斯谷县。

## 人口

1962-2008年间人口变化图示

拉格朗日于2022年1月1日时的人口数量为255人。